# 趙自強
趙自強（1965年7月9日—），生於台灣台北市，籍貫河北藁城縣，是台灣知名舞台劇演員、兒童節目主持人，現任如果兒童劇團團長。中國文化大學新聞學系畢業後，考取同校勞工研究所獲得碩士學位；2009年考取國立臺灣大學EMBA，又於2013年考取國立臺灣師範大學EMBA，現皆已畢業。
1984年加入蘭陵劇坊，表演足跡遍及國內各劇團，創造許多膾炙人口並帶來歡笑的舞台角色。1995年陸續參加電視演出，成為一位跨足舞台、電視、電影、廣播全方位的表演工作者。2000年成立如果兒童劇團，擔任團長至今，致力推動兒童表演藝術。

## 生平
趙自強19歲加入蘭陵劇坊，接受金士傑、卓明、吳靜吉等人的劇場指導，並曾參與劉靜敏的果陀夫斯基（Jerzy Grotowski）「貧窮劇場」訓練，擁有紮實的劇場表演根基。
20歲時獲得台灣麥當勞聘請為「麥當勞公益小丑」，經常扮演「麥當勞叔叔」與「長頸鹿哥哥」至全台各大醫院巡迴表演，因此與兒童節目、兒童劇團結下不解之緣。趙自強曾說：「我大二就常扮成麥當勞叔叔巡迴表演，所以我知道我喜歡做，我可以做得好。小朋友不需要大牌，只要節奏控制好，很會演，小朋友就會被吸引。小朋友才是真的懂得看戲的人。演戲給小朋友看，我很快樂。」
21歲開始，趙自強普遍參與創作兒童劇及兒童電視表演；29歲參與表演工作坊的演出，與賴聲川導演合作《一夫二主》、《暗戀桃花源》、《又一夜，他們說相聲》、《千禧夜，我們說相聲》等等的演出；於1992年與賴聲川合作超級電視台八點檔電視舞台劇《我們一家都是人》的演出，成為固定班底，並成為台灣知名藝人，活躍於電視主持工作、廣播、電影、廣告、連續劇等，並曾以「趙強」一名固定參演華視綜藝節目《綜藝萬花筒》的短劇單元〈花式新聞網〉。
1998年，33歲的趙自強主持公共電視台兒童節目《水果冰淇淋》，跨性別扮演「水果奶奶」一角二十餘年，深獲小朋友喜愛；隔年，就連續兩度獲得電視金鐘獎兒童節目主持人獎，並以水果奶奶一角廣為各界熟知。之後，他結合志同道合的朋友，進一步的投入兒童電視節目的製作，製作並主持華視親子共讀節目《故事親親說》。2003年第38屆金鐘獎，《故事親親說》入圍電視金鐘獎兒童節目獎，趙自強並以該節目第三度獲得電視金鐘獎兒童節目主持人獎。
廣播方面，2000年，趙自強受台灣全民廣播電台（News98）邀請主持親子兒童廣播節目《九點強強滾》，以現場直播形式風靡北台灣；此節目並於2000年、2003年榮獲優良電視暨廣播兒童節目「優等製作獎」，他本人更以此節目榮獲2004年「優良廣播兒童節目暨少年節目獎」最佳兒童主持人獎，並在2014年和2016年榮獲廣播金鐘獎最佳兒童節目主持人獎。
2000年1月24日，趙自強創立「如果兒童劇團」，集合了台灣優秀的製作與創作人才，其宗旨在創作優良、高品質的兒童戲劇作品。不只在戲劇領域，並積極與其他藝術領域的藝術家合作，創造了許多膾炙人口的跨界藝術作品。
趙自強成立如果兒童劇團以來，積極的磨練在兒童表演藝術領域中的各項能力，舉凡編、導、演、製作，他都不斷的嘗試、探索，並將視野推廣到更高、更遠。曾編導《雲豹森林》、《輕輕公主》、《你不知道的白雪公主》、《統統不許動－－豬探長祕密檔案》、《誰是聖誕老公公》、《公主復仇記》、《1234567》、《東方夜譚》……等兒童舞台劇。創作劇本《輕輕公主》、《六道鎖》並榮獲台北市政府文化局2002年、2005年台北兒童藝術節優良兒童劇本徵選（金劇獎）首獎；2007年創作的《故事書裡面的故事》榮獲金劇獎第三名。是一位在兒童表演藝術領域努力耕耘的人。
2014年第49屆金鐘獎，趙自強以《九點強強滾》拿下廣播金鐘獎兒童節目主持人獎。」

### 公共電視預算事件發聲
2025年1月17日，趙自強以其經典角色「水果奶奶」的裝扮，在台北迪化街舉行記者會，攜手小公視吉祥物「皮擦」與日本吉祥物「熊本熊」，提前向民眾拜年，並為公共電視發聲，強調：「有一千個理由留下公視，希望持續溝通。」
面對公共電視23億元預算可能遭刪減，趙自強表示不會因此擔憂失業。他認為透過說故事可以傳遞善良與希望的價值，並強調「今天的事情，就是以後的故事。」並表示：他鼓勵民眾與小朋友都應有勇氣面對困難，強調說故事的力量在於跨世代傳遞價值。
此外，他還對公共電視的預算現狀發表感慨，呼籲社會理解並支持這個為孩子與未來努力的平台。並立法委員喊話，強調多溝通、多傾聽的重要性。
對於立委質疑公視經費的使用情況，趙自強幽默方式回應對公共電視經費使用的質疑。並建議透過信任與分工提升效率。他呼籲相關人士多溝通與理解，以減少誤會並建立合作基礎。同時，他也藉此呼籲大眾珍惜公共電視的資源，並以輕鬆口吻推薦觀眾觀看節目《水果冰淇淋》，強調溝通與傾聽的重要性。

## 舞台劇
| 首演年份  | 劇團                                  | 劇名                                            |
| 1985年    | 蘭陵劇坊 （页面存档备份，存于）       | 《九歌》                                        |
| 1986年    | 蘭陵劇坊 （页面存档备份，存于）       | 《家家酒》                                      |
| 1989年    | 蘭陵劇坊 （页面存档备份，存于）       | 《螢火》                                        |
|           | 蘭陵劇坊 （页面存档备份，存于）       | 《嘻遊記》                                      |
|           | 筆記劇場                              | 《國王的新衣》                                  |
|           | 筆記劇場                              | 《海達薔博樂》                                  |
|           | 隨意工作組劇團 （页面存档备份，存于） | 《今晚菜色如何，娘子？》                        |
| 1991年    | 隨意工作組劇團 （页面存档备份，存于） | 《火炬三部曲 （页面存档备份，存于）》           |
| 1990年    | 表演工作坊                            | 《如果在冬夜一個旅人》                          |
| 1995年    | 表演工作坊                            | 《一夫二主》                                    |
| 1986年    | 表演工作坊                            | 《暗戀桃花源》                                  |
| 1996年    | 表演工作坊                            | 《情聖正傳》                                    |
| 1995年    | 表演工作坊                            | 《意外死亡，非常意外》                          |
| 1997年    | 表演工作坊                            | 《又一夜，他們說相聲》                          |
| 1999年    | 表演工作坊                            | 《十三角關係》                                  |
| 2000年    | 表演工作坊                            | 《千禧夜，我們說相聲》                          |
| 2003年    | 表演工作坊                            | 《永遠的微笑》                                  |
| 2003年    | 表演工作坊                            | 《亂民全講》                                    |
| 2004年    | 表演工作坊                            | 《出氣筒》                                      |
| 1994年    | 綠光劇團                              | 《領帶與高跟鞋》歌舞劇                          |
| 1997年    | 綠光劇團                              | 《結婚？結昏！－辦桌》                          |
| 1998年    | 綠光劇團                              | 《領帶與高跟鞋PARTII－同學會》                  |
| 1999年    | 九九劇團                              | 《誰家老婆上錯床》                              |
| 1999年    | 九九劇團                              | 《九九狂講曲》                                  |
| 1999年    | 九九劇團                              | 《誰在一壘？》                                  |
| 2000年    | 九九劇團                              | 《今晚菜色如何，娘子？ （页面存档备份，存于）》 |
| 2000年    | 九九劇團                              | 《九九狂講二部曲》                              |
| 1999/6/17 | 創作社劇團                            | 《一張床四人睡 （页面存档备份，存于）》         |
|           | 創作社劇團                            | 《好久不見》                                    |
| 2000/6/18 | 如果兒童劇團 （页面存档备份，存于）   | 《千禧蟲蟲歷險記》                              |
| 2000/10/7 | 如果兒童劇團 （页面存档备份，存于）   | 《隱形熊貓在哪裡》                              |
| 2001/8/23 | 如果兒童劇團 （页面存档备份，存于）   | 《故事大盜》                                    |
| 2002/2/22 | 如果兒童劇團 （页面存档备份，存于）   | 《媽媽咪噢！》                                  |
| 2002/9/20 | 如果兒童劇團 （页面存档备份，存于）   | 《流浪狗之歌》                                  |
| 2003/3/7  | 如果兒童劇團 （页面存档备份，存于）   | 《雲豹森林》                                    |
| 2003/8/10 | 如果兒童劇團 （页面存档备份，存于）   | 《輕輕公主》                                    |
| 2004/4/7  | 如果兒童劇團 （页面存档备份，存于）   | 《長鼻子爺爺說故事》                            |
| 2004/4/7  | 如果兒童劇團 （页面存档备份，存于）   | 《音樂動物園》                                  |
| 2004/6/25 | 如果兒童劇團 （页面存档备份，存于）   | 《神奇吹笛人》                                  |
| 2004/7/3  | 如果兒童劇團 （页面存档备份，存于）   | 《你不知道的白雪公主》                          |
| 2006/8/18 | 如果兒童劇團 （页面存档备份，存于）   | 《豬探長祕密檔案 \| 統統不許動》                |
| 2005/9/16 | 如果兒童劇團 （页面存档备份，存于）   | 《誰是聖誕老公公》                              |
| 2006/3/31 | 如果兒童劇團 （页面存档备份，存于）   | 《公主復仇記》                                  |
| 2006/9/22 | 如果兒童劇團 （页面存档备份，存于）   | 《隱形貓熊回來囉！》                            |
| 2007年    | 如果兒童劇團 （页面存档备份，存于）   | 《一二三四五六七》                              |
| 2008年    | 如果兒童劇團 （页面存档备份，存于）   | 《東方夜譚II狐說八道》                          |
| 2022年    | 春河劇團                              | 《魔法阿媽》                                    |
| 2023年    | 春河劇團                              | 《我妻我母我丈母娘》                            |

## 節目主持

### 電視節目
| 頻道       | 節目                                         |
| 公視製播組 | 《爆米花》（兒童節目）                       |
| 公視       | 《天天談天》                                 |
| 公視       | 《水果冰淇淋》（兒童節目）飾演水果奶奶       |
| 華視       | 《十分有趣》                                 |
| 華視       | 《綜藝萬花筒》之〈花式新聞網〉、〈名人開講〉 |
| 華視       | 《交通大國民》                               |
| 華視       | 《超級星期天》之〈吉本新喜劇〉               |
| 華視       | 《隱形兵團113》（兼製作人）                  |
| 華視       | 《故事親親說》（兼製作人）                   |
| 台視       | 《歡樂急轉彎》                               |
| 台視       | 《今夜樂翻天》                               |
| 中視       | 《雞蛋碰石頭》之〈說文解字〉                 |
| 中視       | 《紅白勝利》                                 |
| 中視       | 《台灣歡樂窩》                               |
| 民視       | 《性愛學分》                                 |
| 民視       | 《世界第一等》                               |
| MTV音樂台  | 《選舉自然點》                               |
| 衛視中文台 | 《起笑一籮筐》                               |
| 八大電視   | 《誰是大廚師》                               |
| 八大電視   | 《台灣柑芭茶》                               |
| 三立都會台 | 《008情報王》                                |
| 超視       | 《超級放送TIME》（僅旁白）                   |
| 超視       | 《廣告ESP》                                  |
| 超視二台   | 《EQ高手》                                   |
| 超視       | 《2000大集合》                               |
| 飛梭衛視   | 《老饕正傳》                                 |
| 博新資訊台 | 《青春TALK站》                               |
| 非凡一台   | 《打拼一族》                                 |
| 非凡一台   | 《青年新秀站：與青年有約》                   |
| 中視二台   | 《女人萬歲》                                 |
| 大愛電視   | 《三百六十五之二十四》                       |
| 緯來綜合台 | 《南極特快車》                               |
| 緯來綜合台 | 《天才接班人》                               |
| 緯來兒童台 | 《我家闖通關》                               |
| MOMO親子台 | 《IQ部落格》                                 |
| 民視       | 《健康總動員》                               |
| 東森電視   | 《健康即時通》                               |
| 年代MUCH台 | 《真情台灣》                                 |
| HiHD       | 《Mr.Q特攻隊》                               |
| 中視       | 《Mr.Q特攻隊 in Hakka》                      |

### 廣播電台
| 頻道           | 節目                       | 簡介                                                         |
| 飛碟電台       | 《劈哩啪啦遊台灣》         | 週日17:00－19:00，Live播出，現已停播                         |
| News98         | 《台北一定強，市政爽不爽》 | 原週六09:00-11:00，Live播出，現已停播                        |
| News98         | 《九點強強滾》             | 週一~週五21:00-22:00，Live播出，2016年2月26日止              |
| News98         | 《十九點強強滾》           | 週一~週五19:00-20:00，Live播出，2016年2月29日-2017年11月30日 |
| Apple Podcasts | 《強哥說故事》             | 2021年10月22日起連載至今                                     |

## 戲劇作品

### 電視劇
| 年份 | 頻道       | 劇名                           | 飾演           |
| 1994 | 中視       | 《黃飛鴻與十三姨》             | 林世榮         |
| 1994 | 華視       | 《華視劇展- 像我們這樣一個家》 |                |
| 1995 | 中視       | 《甜蜜女郎》                   |                |
| 1995 | 超視       | 《致勝鮮師》                   |                |
| 1995 | 超視       | 《我們一家都是人》－清流工廠   | 趙高           |
|      | 超視       | 《我們一家都是人》－台灣精神   | 廖錢英雄       |
|      | 超視       | 《我們一家都是人》－ 一間客棧  | 卞太           |
|      | 超視       | 《我們一家都是人》－寶島大國民 | 歐陽嘯天       |
| 1995 | 華視       | 《兒子三個半》                 |                |
| 1997 | 中視       | 《山水有相逢》                 |                |
| 1997 | 中視       | 《布袋和尚》                   | 歡喜和尚       |
| 1997 | 華視       | 《凡夫俗女》                   | 周大智         |
| 1999 | 中視       | 《一屋二夫》                   | 蔡振中         |
| 2000 | TVBS頻道   | 《二休劇場》                   |                |
| 2003 | 台視       | 《少年史豔文》                 | 醉彌勒         |
| 2003 | 台視       | 《名揚四海》                   | 劉經理         |
| 2004 | 中視       | 《我們兩家都是人》             | 梁統           |
| 2007 | 公視       | 《我在墾丁*天氣晴》            | 總編輯         |
| 2009 | 台視       | 《敗犬女王》                   | 曾大方         |
| 2009 | 公視       | 《痞子英雄》                   | 洪律師         |
| 2009 | 台視       | 《防疫研究社》                 | 社長-吳靖仕    |
| 2010 | 台視       | 《鍾無艷》                     | 鍾楚鴻         |
| 2015 | 中視       | 《鋼鐵之心》                   | 鄧老闆         |
| 2016 | 超視       | 《惡作劇之吻》                 | 江春水         |
| 2017 | 緯來綜合台 | 《深夜食堂》                   | 嚴律師         |
| 2017 | 台視       | 《獅子王強大》                 | 嚴長泰(老嚴)   |
| 2020 | 大愛電視台 | 《迷你劇集- 舞出寂靜》         | 顏士人         |
| 2020 | 公視       | 《我的婆婆怎麼那麼可愛》       | 警察           |
| 2021 | 華視       | 《俗女養成記2》                | 業務主管       |
| 2024 | 東森戲劇台 | 《X！又是星期一》              | 林文樂(林胖子) |

### 電影
| 年份 | 片名                   | 飾演   |
| 1996 | 《頑皮炸彈》           |        |
| 1996 | 《狗蛋大兵》           | 翻譯官 |
| 1996 | 《三十而立》           |        |
| 1997 | 《超級三等兵》         | 紀卜塞 |
| 1997 | 《捉姦、強姦、通姦》   |        |
| 1997 | 《火燒島之橫行霸道》   | 酒鬼   |
| 1998 | 《為人民服務》         |        |
| 2001 | 《人間喜劇》           |        |
| 2010 | 《妳在對我眨眼睛嗎？》 | 主管   |
| 2018 | 《西虹市首富》         | 殷先生 |
| 2019 | 《一吻定情》           | 主任   |

## 其他

### 廣告
- 「董頂舞龍茶」
- 統一企業「統一AB優酪乳」
- 桂格燕麥片(大陸版)
- 三商百貨財神篇
- 五香乖乖配飲料篇
- 三商百貨丈夫篇
- 夏普冷氣機(1995、1996年度)
- 「調情梅」
- 台灣潔氏「廚房潔霜」
- 家樂氏玉米片
- 寶成建設
- 中華電信速度篇
- 德恩堂眼鏡「懶人鏡架」
- 全民健康保險
- 全聯福利中心
- 董氏基金會「健康新主張，戒菸當自強」公益廣告……等。

### 著作
| 年份 | 書名                             | 出版社   | ISBN            |
| 2005 | 《強力圓超人：趙自強成長魔法書》 | 幼獅文化 | ISBN 9575745469 |

### 專輯
- 2001《天使魔鬼狗》
- 2003《哈姆太郎》

## 獎項紀錄

### 金曲獎（非流行音樂作品類，傳藝金曲獎前身）
| 年份   | 獲提名                 | 獎項                          | 結果 |
| ------ | ---------------------- | ----------------------------- | ---- |
| 1998年 | 《又一夜，他們說相聲》 | 第9屆金曲獎最佳口語說講唱片獎 | 獲獎 |

### 電視金鐘獎
| 年份   | 獲提名                             | 獎項                             | 結果 |
| ------ | ---------------------------------- | -------------------------------- | ---- |
| 1991年 | 《爆米花》                         | 第26屆金鐘獎最佳兒童節目主持人獎 | 提名 |
| 1997年 | 《我們一家都是人：我的愛是檸檬樹》 | 第32屆金鐘獎男主角獎             | 提名 |
| 1999年 | 《水果冰淇淋》                     | 第34屆金鐘獎最佳兒童節目主持人獎 | 獲獎 |
| 2000年 | 《水果冰淇淋》                     | 第35屆金鐘獎最佳兒童節目主持人獎 | 獲獎 |
| 2001年 | 《水果冰淇淋》                     | 第36屆金鐘獎最佳兒童節目主持人獎 | 提名 |
| 2009年 | 《水果冰淇淋》                     | 第44屆金鐘獎最佳兒童節目主持人獎 | 獲獎 |
| 2011年 | 《水果冰淇淋》                     | 第46屆金鐘獎最佳兒童節目主持人獎 | 提名 |
| 2013年 | 《水果冰淇淋》                     | 第48屆金鐘獎最佳兒童節目主持人獎 | 提名 |
| 2003年 | 《故事親親說》                     | 第38屆金鐘獎最佳兒童節目主持人獎 | 獲獎 |
| 2004年 | 《故事親親說》                     | 第39屆金鐘獎兒童少年節目主持人獎 | 提名 |

### 廣播金鐘獎
| 年份   | 獲提名         | 獎項                                   | 結果 |
| ------ | -------------- | -------------------------------------- | ---- |
| 2014年 | 《九點強強滾》 | 第49屆金鐘獎廣播金鐘獎兒童節目主持人獎 | 獲獎 |
| 2015年 | 《九點強強滾》 | 第50屆金鐘獎廣播金鐘獎兒童節目主持人獎 | 提名 |
| 2016年 | 《九點強強滾》 | 第51屆金鐘獎廣播金鐘獎兒童節目主持人獎 | 獲獎 |

### 行政院新聞局
| 年份   | 獲提名         | 獎項                                                         | 結果 |
| ------ | -------------- | ------------------------------------------------------------ | ---- |
| 2000年 | 《九點強強滾》 | 行政院新聞局優良電視暨廣播兒童節目「優等製作獎」             | 獲獎 |
| 2003年 | 《九點強強滾》 | 行政院新聞局優良電視暨廣播兒童節目「優等製作獎」             | 獲獎 |
| 2004年 | 《九點強強滾》 | 行政院新聞局「優良廣播兒童節目暨少年節目獎」最佳兒童主持人獎 | 獲獎 |

## 外部連結
- 趙自強的如果兒童劇團 （页面存档备份，存于）
- 如果兒童劇團的Facebook專頁
- 如果戲劇教室的Facebook專頁
- 趙自強在时光网上的簡介（简体中文）
- 趙自強在香港影庫上的簡介
- 趙自強在豆瓣上的资料（简体中文）
- 齊石傳播-趙自強 （页面存档备份，存于）